# Quiero
"Quiero"  é uma canção da cantora e atriz mexicana Anahí, gravada para seu quinto álbum de estúdio, Mi Delirio (2009). Sua composição foi realizada por Alejandro Landa e Fernando Montesinos e produzida por Armando Ávila. A canção foi lançada como terceiro single do álbum exclusivamente na Espanha em 16 março de 2010, através da EMI Music.

## Vídeo musical
O vídeo de "Quiero" começou a ser filmado em abril de 2010, na cidade de Los Angeles. Dirigido por Ricardo Moreno, este clipe contou com uma ideia glam e tons de sépia. Foi lançado mundialmente no dia 26 de maio de 2010, no Anahí Channel One, canal oficial da cantora no YouTube e posteriormente no Vevo da EMI. Em 2017, o vídeo musical foi transferido pro canal Vevo da cantora.

## Apresentações ao vivo
A primeira apresentação ao vivo da canção foi em junho de 2010 no programa mexicano Sin Reservas, a cantora interpretou a canção em uma versão acústica. A música entrou no setlist da segunda fase da Mi Delirio World Tour. Durante a passagem da cantora pelo Brasil, em outubro de 2010, a interprete performou a canção nos programas Domingo Legal, Programa do Gugu e Hebe. Em dezembro de 2010 a cantora visitou a Espanha e apresentou a canção no programa Sálvame.

## Faixas
| Download Digital |          |                                     |               |         |  |
| N.º              | Título   | Compositor(es)                      | Produtor(es)  | Duração |  |
| 1.               | "Quiero" | Alejandro Landa Fernando Montesinos | Armando Ávila | 3:45    |  |

## Desempenho
| Paradas (2010)         | Posições |
| ---------------------- | -------- |
| Espanha - (PROMUSICAE) | 43       |